# ركلة حرة (كرة القدم)

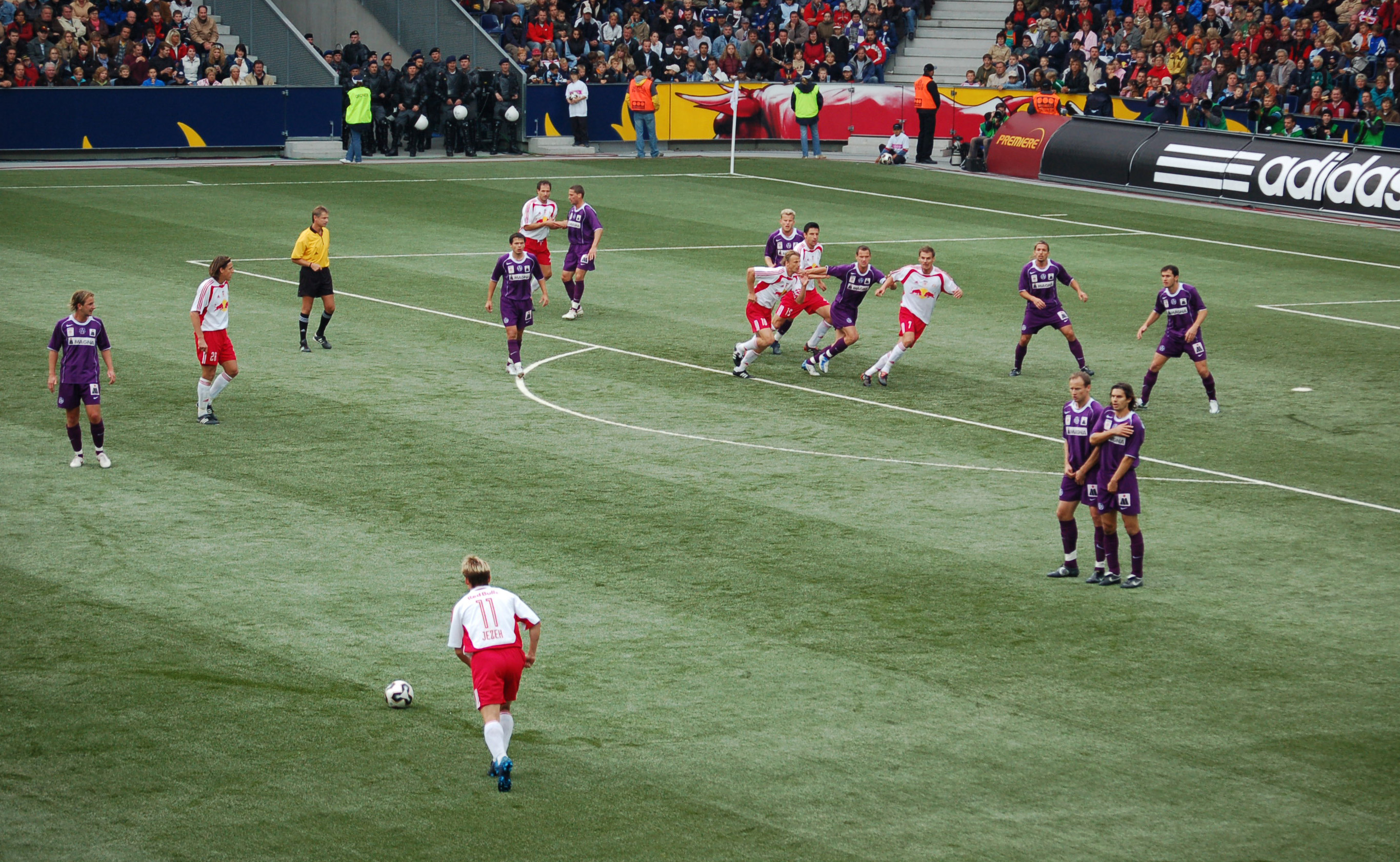
ركلة حرة مباشرة يسددها الفريق باللونين الأبيض والأحمر

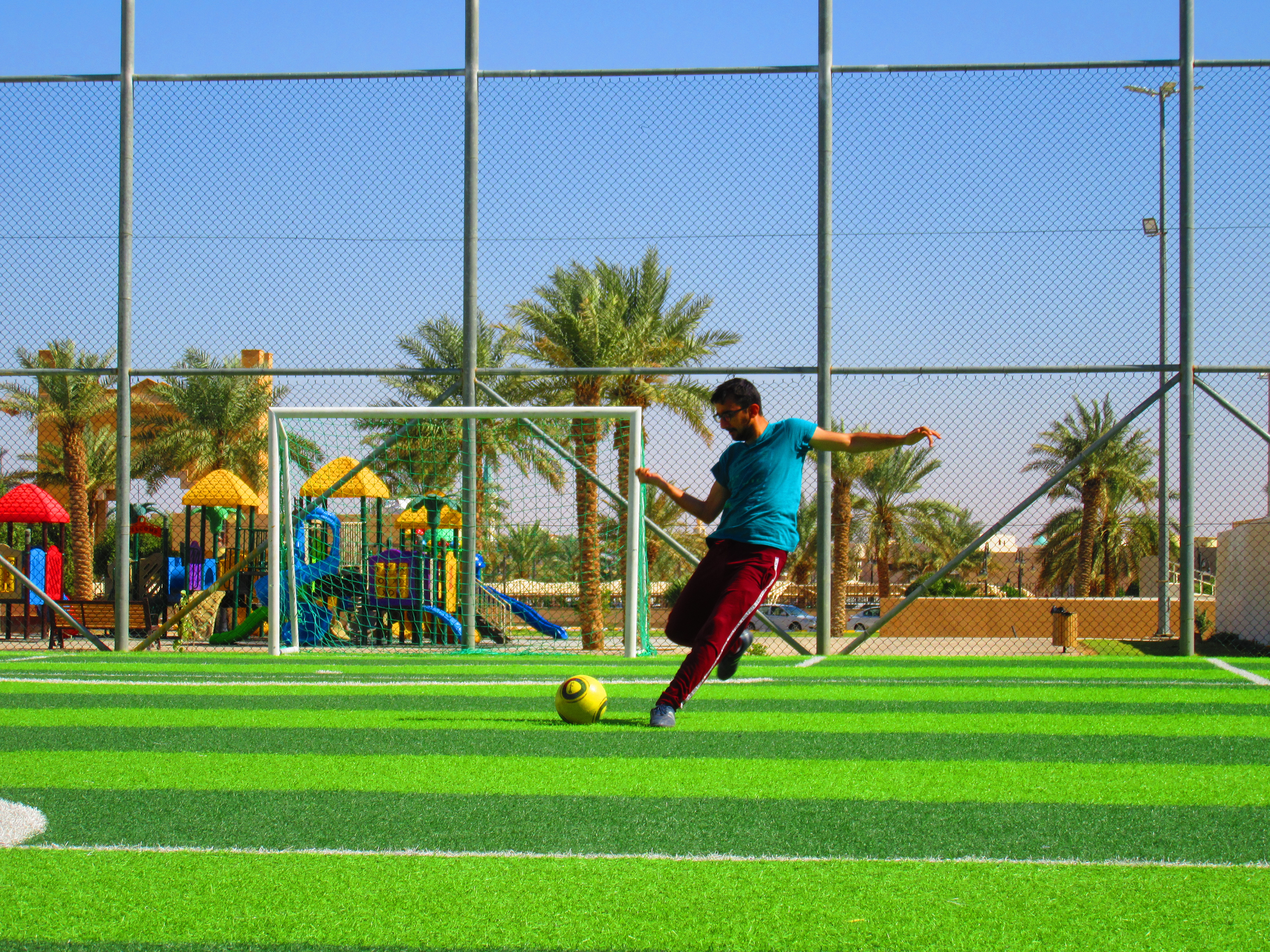
تقليد الركلة الحرة

الركلة الحرة هي طريقة لإعادة اللعب في كرة القدم. يتم منحها بعد انتهاك القوانين من قبل الفريق المنافس.

## الركلات الحرة المباشرة وغير المباشرة
قد تكون الركلات الحرة إما مباشرة أو غير مباشرة، وتتميز على النحو التالي:
- يمكن تسجيل الهدف الهجومي مباشرة من ركلة حرة مباشرة، ولكن ليس من ركلة حرة غير مباشرة.
- تُمنح الركلات الحرة المباشرة للمخالفات الأكثر خطورة (كرة اليد ومعظم أنواع اللعب الخاطئ، بينما تُمنح الركلات الحرة غير المباشرة للمخالفات الأقل خطورة
- لا يمكن منح ركلة حرة مباشرة في منطقة جزاء الفريق المخالف: إذا ارتكب فريق في منطقة الجزاء الخاصة به جريمة يعاقب عليها عادةً بضربة حرة مباشرة، يتم احتساب ركلة جزاء بدلاً من ذلك. قد يتم منح ركلة حرة غير مباشرة لمخالفة ارتكبت في أي مكان.

## إجراء

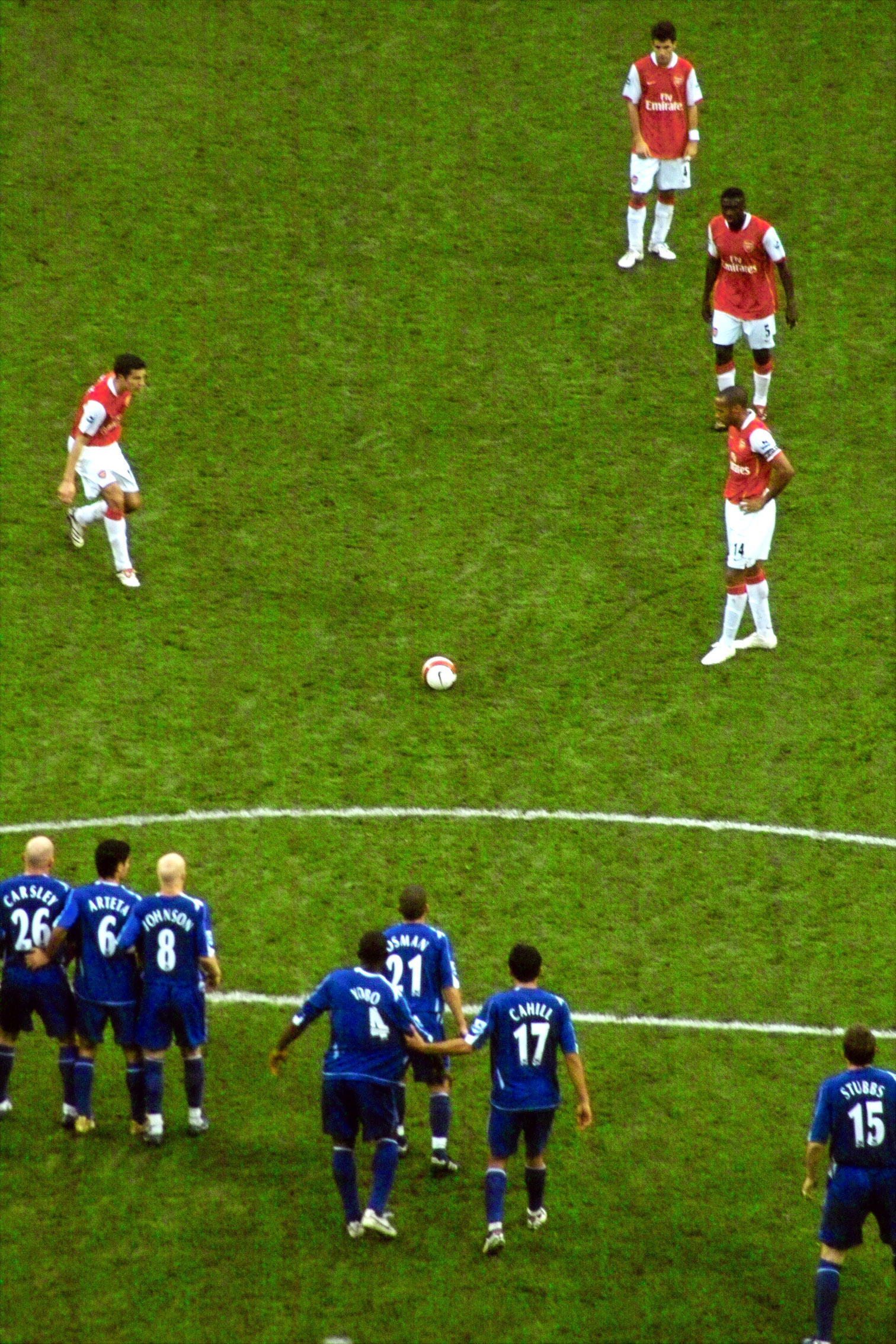
غالبًا ما يصطف العديد من اللاعبين (باللون الأحمر) لتنفيذ ركلة حرة، وذلك لإخفاء نواياهم أمام الفريق المدافع (باللون الأزرق).

### الإشارة
يشير الحكم إلى ركلة حرة غير مباشرة برفع الذراع عموديًا فوق الرأس؛ يتم الإشارة إلى الركلة الحرة المباشرة عن طريق مد الذراع أفقيًا. من الطرق الشائعة لتحديد الإشارات المختلفة، في حالة الركلات الحرة غير المباشرة، أن يمسك الحكم يده فوق رأسه، مكونًا الحرف " I "، من أجل ركلة حرة غير مباشرة.

### الموقع
يتم تنفيذ الركلة الحرة من المكان الذي حدثت فيه المخالفة، مع الاستثناءات التالية:
- إذا كانت المخالفة داخل منطقة مرمى فريق الركل، فيمكن تنفيذ الركلة الحرة من أي مكان داخل منطقة المرمى.
- إذا تم احتساب ركلة حرة غير مباشرة لمخالفة داخل منطقة المرمى الخاصة بالفريق المخالف، يتم تسديد الركلة من أقرب نقطة على خط منطقة المرمى والتي تسير بشكل موازٍ لخط المرمى.
- إذا حدثت المخالفة خارج ميدان اللعب، يتم تنفيذ الركلة الحرة من خط الحدود الأقرب لمكان حدوث المخالفة.
- لبعض المخالفات الفنية (يبدأ اللاعب البديل المباراة دون إبلاغ الحكم؛ يدخل اللاعب أو مسؤول الفريق منطقة اللعب دون إذن الحكم ولكن دون التدخل في المباراة) يبدأ اللعب بضربة حرة غير مباشرة من المكان الذي توجد فيه الكرة عندما توقف اللعب.

### الركلة
يجب أن تكون الكرة ثابتة وعلى الأرض. يجب أن يكون المعارضون على بعد 9.15 متر (10 يارد) من الكرة حتى يتم اللعب، إلا إذا كانوا على خط المرمى الخاص بهم بين قائمتي المرمى. إذا تم تنفيذ الركلة الحرة من داخل منطقة جزاء فريق الركل، فيجب أن يكون الخصوم خارج منطقة الجزاء.
إذا شكل الفريق المدافع «جدارًا» من ثلاثة لاعبين أو أكثر، فيجب أن يكون جميع اللاعبين المهاجمين على بعد 1 متر (1 يارد) من الحائط حتى تصبح الكرة في اللعب.
تصبح الكرة في اللعب بمجرد ركلها وتتحرك بوضوح. يجب ركل الكرة (لا يجوز لحارس المرمى التقاط الكرة). يمكن تنفيذ الركلة الحرة برفع الكرة بالقدم أو بكلتا القدمين في وقت واحد. من القانوني التظاهر بتنفيذ ركلة حرة لإرباك الخصوم. (هذا ما يميز الركلة الحرة من ركلة الجزاء، حيث يكون التمويه غير قانوني بمجرد اكتمال السباق).
قد يتم معاقبة اللاعب لارتكابه مخالفة تسلل من ركلة حرة. وهذا ما يميز الركلة الحرة عن معظم الطرق الأخرى لإعادة تشغيل اللعبة، والتي لا يمكن للاعب من خلالها ارتكاب جريمة تسلل.

### تسجيل هدف مباشرة من ركلة حرة
يمكن تسجيل الهدف مباشرة من ركلة حرة مباشرة ضد الطرف المقابل. هدف قد لا يكون هدف مباشرة من ركلة حرة غير مباشرة، وهدف في مرماه قد لا يكون وسجل مباشرة من أي ركلة حرة. إذا ذهبت الكرة مباشرة إلى مرمى الفريق المنافس من ركلة حرة غير مباشرة، يتم منح ركلة المرمى للفريق الخصم. إذا ذهبت الكرة مباشرة إلى مرمى فريق الركل، يتم منح ركلة ركنية للفريق المنافس.
عندما يتم احتساب ركلة حرة غير مباشرة، يجب على الحكم الحفاظ على الذراع المرفوعة رأسياً حتى يتم تنفيذ الركلة وتلامس الكرة لاعبًا آخر، أو تخرج من اللعب، أو يكون من الواضح أنه لا يمكن تسجيل هدف بشكل مباشر. إذا فشل الحكم في الإشارة إلى أن الركلة الحرة غير مباشرة، وانطلقت الكرة مباشرة في مرمى الخصم، فيجب إعادة تنفيذ الركلة.

## المخالفات والعقوبات

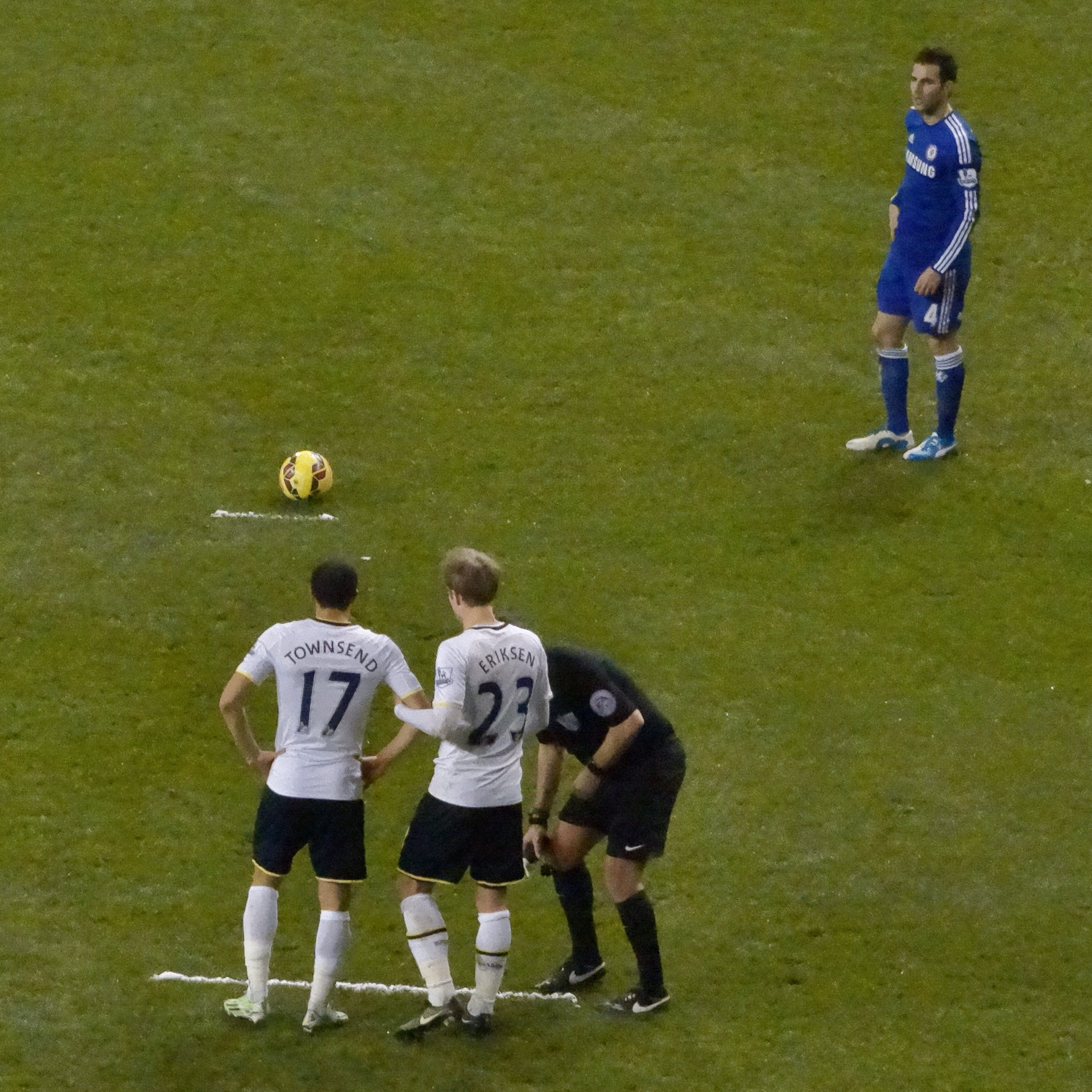
تم استخدام رذاذ التلاشي في السنوات الأخيرة للإشارة إلى الحد الأدنى للمسافة للركلات الحرة.

إذا كانت الكرة تتحرك، أو في المكان الخطأ، يعاد تنفيذ الركلة. يتم تحذير اللاعب الذي ينفذ ركلة حرة من موقع خاطئ لفرض الاستعادة، أو الذي يؤخر بشكل مفرط إعادة بدء اللعب.
إذا كان الخصم أقل من 9.15 متر (10 يارد) من مكان تنفيذ الركلة، يعاد تنفيذ الركلة ما لم يختار فريق الركل تنفيذ «ركلة حرة سريعة» قبل أن يتمكن الخصوم من التراجع عن المسافة المطلوبة. قد يتم تحذير الخصم أيضًا (البطاقة الصفراء) لفشله في التراجع 9.15 متر (10 يارد)، أو لمنع تسديد ركلة حرة سريعة بشكل متعمد.
إذا لمس اللاعب الذي ينفذ الركلة الكرة مرة ثانية قبل أن تلمس لاعباً آخر، يتم منح ركلة حرة غير مباشرة للفريق الخصم، ما لم تكن اللمسة الثانية مخالفة غير قانونية في كرة اليد، وفي هذه الحالة يتم احتساب ركلة حرة مباشرة أو ركلة جزاء.
إذا وقف لاعب مهاجم على بعد 1 متر (1 يارد) من «جدار» من 3 لاعبين دفاع أو أكثر، تُمنح ركلة حرة غير مباشرة للفريق الخصم.

## ركلة حرة سريعة
قد يختار الفريق تنفيذ ركلة حرة «سريعة»، أي تنفيذ الركلة بينما يكون الخصوم ضمن مسافة 9.15 متر (10 يارد) كحد أدنى مطلوب. يتم ذلك عادةً لسبب تكتيكي، مثل مفاجأة الدفاع أو الاستفادة من تمركزهم السيئ. يتمتع الحكم بحرية تقديرية كاملة فيما يتعلق بالسماح بضربة حرة سريعة، ولا تزال جميع القواعد الأخرى الخاصة بالركلات الحرة سارية. ومع ذلك، عند تنفيذ ركلة حرة سريعة، يتنازل فريق الركل عن حقه في استعادة الركلة إذا كان الخصم الذي كان في نطاق 9.15 متر (10 يارد) يعترض الكرة. قد تقدم هيئات إدارة كرة القدم مزيدًا من التعليمات للحكام حول تنفيذ الركلات الحرة السريعة؛ على سبيل المثال، ينصح اتحاد كرة القدم بالولايات المتحدة أن الحكام يجب ألا يسمحوا بركلة حرة سريعة إذا ظهرت بطاقة قبل إعادة التشغيل، إذا كان على المدرب دخول الملعب لحضور لاعب مصاب، إذا طلب فريق الركل إنفاذ ال 9.15 متر (10 يارد) القاعدة، أو إذا كان الحكم يحتاج إلى إبطاء وتيرة المباراة (على سبيل المثال، التحدث إلى لاعب).

## فرص التهديف

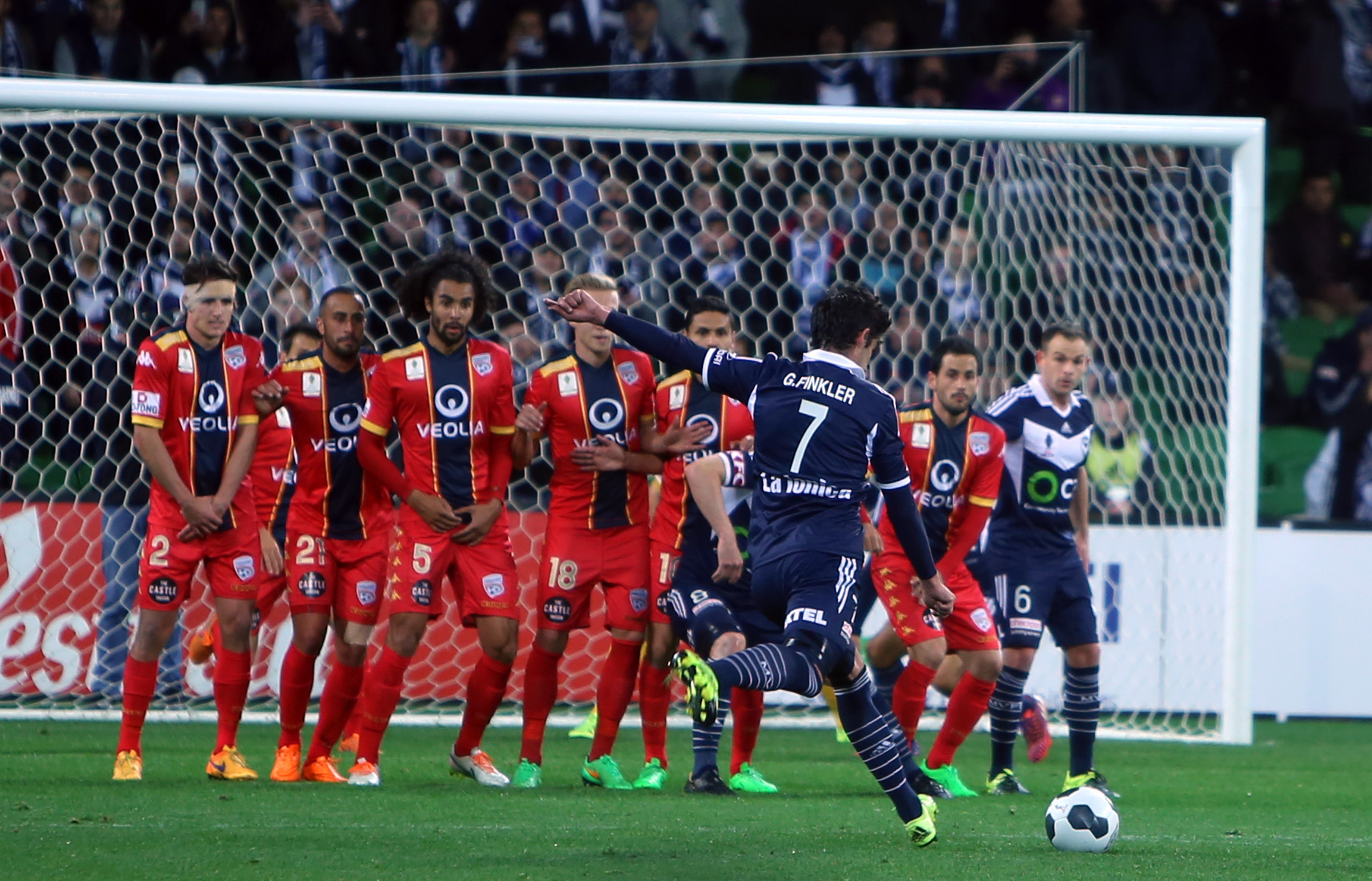
غويلهيرمي فينكلر (أزرق، رقم 7) يحاول التسجيل من ركلة حرة مباشرة لفريق نادي ملبورن فيكتوري

يمكن لركلات الحرة مباشرة ان تقع قرب مرمى المنافس غالبا ما تؤدي إلى فرص التهديف، إما من ركلة نفسها أو من اللاعبين المسددين لهم. وفقًا لذلك، يعد تطوير المسرحيات من الركلات الحرة جزءًا مهمًا من إستراتيجية الفريق، والدفاع ضدهم هو مهارة مهمة للمدافعين.
هناك العديد من التقنيات المستخدمة في الركلات الحرة المباشرة.  قد يختار اللاعب الذي يسدد الركلة الحرة المباشرة ضرب الكرة بأكبر قدر ممكن من القوة، عادةً بأربطة الحذاء. بدلاً من ذلك، يمكن للاعبين محاولة لف الكرة حول الحارس أو الحائط، مع داخل أو خارج الحذاء. بالإضافة إلى ذلك، سيختار بعض المتخصصين في الركلات الحرة ركل الكرة بأقل قدر من الدوران، مما يجعل الكرة تتصرف بشكل غير متوقع في الهواء (على غرار حركة كرة البارجة في لعبة البيسبول). قد يحاول اللاعب الذي ينفذ الركلة أيضًا تسديد التسديدة تحت الجدار الذي يشكله المدافعون المعارضون باستخدام الجزء الداخلي من حذائهم بطريقة تمريرة. قد يحاول منفذو الركلات الحرة أيضًا تمرير الكرة إلى قلب الدفاع أو المهاجمين للحصول على رأسية على المرمى، نظرًا لأنهم عادةً ما يكونون أطول أعضاء الفريق، خاصةً إذا كان موقع الركلة الحرة قريبًا من الأجنحة.

## إستراتيجية

يحاول فريق مدافع (أحمر) إعاقة المسار المباشر إلى المرمى بـ "جدار" من اللاعبين.

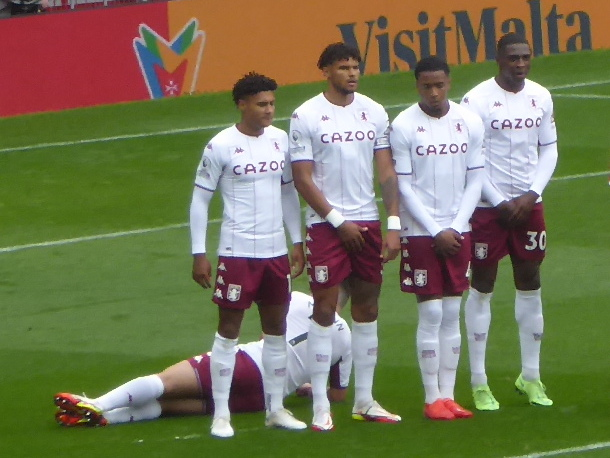
لاعبو أستون فيلا لديهم رجل ملقى على الأرض خلف الحائط لإيقاف الركلات الحرة المنخفضة

معظم الفرق لديها واحد أو اثنان من منفذي الركلات الحرة، اعتمادًا على المسافة من المرمى وجانب الملعب الذي سيتم تنفيذ الركلة الحرة منه. قد تكون الإستراتيجية هي تسجيل هدف مباشرة من الركلة الحرة، أو استخدام الركلة الحرة كبداية لقطعة ثابتة تؤدي إلى فرصة لتسجيل الهدف.
قد يكون لدى فريق الركل أكثر من لاعب يصطف خلف الكرة أو يصعد نحو الكرة أو خدع ركلة من أجل إرباك الدفاع أو خداعهم فيما يتعلق بنواياهم؛ عادة ما يكون هذا قانونيًا طالما لم تحدث انتهاكات أخرى.
عندما تكون هناك احتمالية لحدوث تسديدة على المرمى من ركلة حرة مباشرة، فغالبًا ما يقيم الجانب المدافع «جدارًا» من اللاعبين يقفون جنبًا إلى جنب كحاجز أمام التسديدة. يختلف عدد اللاعبين الذين يؤلفون الجدار بناءً على المسافة والإستراتيجية. لا يُعرف متى بدأ الجدار. يتمتع اللاعب الذي يتمتع بمهارة لف الكرة حول الحائط بميزة واضحة. منذ عام 2000، استخدم الحكام في أعلى مستويات كرة القدم رذاذ التلاشي لفرض 9.15 متر (10 يارد) الدنيا المطلوبة للجدار؛ قد يشير الحكام بدون رذاذ التلاشي إلى الحد الأدنى للمسافة لفظيًا أو بإيماءات اليد. في عام 2019، تم تغيير القانون 13 ليطلب من اللاعبين المهاجمين الحفاظ على مسافة لا تقل 1 متر (1 يارد) من «جدار» دفاعي حتى تصبح الكرة في اللعب.

## المخالفات التي من أجلها تم احتساب الركلة الحرة
فيما يلي الجرائم التي يُعاقب عليها بالركلة الحرة في قوانين اللعبة لعام 2019. يجوز منح ركلة حرة فقط لمخالفة ارتكبت أثناء وجود الكرة في اللعب، أو عند استئناف اللعب. إذا تم ارتكاب مخالفة في أي ظرف آخر، فقد يتم معاقبة اللاعب المخالف بإجراءات تأديبية، ولكن يتم إعادة تشغيل اللعب بنفس الطريقة التي كان من الممكن أن يستأنف بها بدون المخالفة.

### ركلة حرة مباشرة / ركلة جزاء
- كرة اليد (باستثناء حارس المرمى داخل منطقة الجزاء)[9]
- يرتكب اللاعب أيًا من الأفعال التالية ضد الخصم بطريقة يعتبرها الحكم غير مبالية أو متهورة أو تستخدم القوة المفرطة:[9]
  - شحنة
  - القفز على اللاعبين
  - الركلات أو محاولات الركل
  - دفع الخصم
  - الضربات أو محاولات الضرب (بما في ذلك الرأس)
  - يعالج أو التحديات
  - الرحلات أو محاولات التعثر
- حمل خصمًا[10]
- إعاقة الخصم بملامسة[10]
- العض أو البصق على شخص ما[10]
- رمي جسم على الكرة أو خصم أو مسؤول المباراة أو لمس الكرة بجسم ممسوك[10]
- أي مخالفة جسدية، إذا ارتكبت داخل ميدان اللعب أثناء الكرة في اللعب، ضد زميل في الفريق، أو لاعب بديل، أو بديل أو مطرود، أو مسؤول فريق أو مسؤول المباراة[11]
- يقوم اللاعب الذي يطلب إذن الحكم لإعادة الدخول إلى ميدان اللعب أو اللاعب البديل أو البديل أو اللاعب المطرود أو مسؤول الفريق بأحد الإجراءات التالية:
  - يدخل ميدان اللعب بدون اذن الحكم ويتدخل في اللعب[12]
  - في ميدان اللعب بدون إذن الحكم بينما يسجل فريق ذلك الشخص هدفًا (الهدف غير مسموح به)[13]
  - رمى أو ركل شيئًا ما في ميدان اللعب، إذا تداخل هذا الشيء مع اللعب، أو مع الخصم، أو مسؤول المباراة.[14]

### ركلة حرة غير مباشرة
- التسلل[15]
- التعامل غير القانوني من قبل حارس المرمى داخل منطقة الجزاء[16]
- منع حارس المرمى من إطلاق الكرة من اليدين[16]
- ركل (أو محاولة ركل) الكرة عندما يكون حارس المرمى بصدد إطلاقها[16]
- اللعب بطريقة خطرة (دون ارتكاب جريمة أخطر)[16]
- إعاقة تقدم الخصم دون أي اتصال[16]
- معارضة[16]
- لغة و / أو إيماءات مسيئة أو مهينة أو مسيئة[16]
- أي مخالفات لفظية أخرى[16]
- بعد أن يكون اللاعب مذنبًا بالفعل بارتكاب مخالفة خطيرة أو سلوك عنيف أو مخالفة ثانية يمكن تحذيره، يتحدى اللاعب أو يتدخل في الخصم أثناء قيام الحكم بلعب ميزة (ما لم يتم ارتكاب جريمة أكثر خطورة أخرى)[17]
- جريمة يرتكبها لاعب خارج ميدان اللعب ضد لاعب أو لاعب بديل أو لاعب بديل أو مسؤول فريق من فريقه[11]
- اللاعب الذي ينفذ ركلة البداية، أو ركلة حرة، أو ركلة جزاء، أو رمية تماس، أو ركلة مرمى، أو ركلة ركنية يلمس الكرة مرة ثانية قبل أن يلمسها لاعب آخر (ما لم تكن اللمسة الثانية مخالفة في لمسة يد يعاقب عليها ركلة حرة مباشرة / ركلة جزاء)[18]
- عند تنفيذ ركلة حرة، يكون اللاعب المهاجم أقل من 1 متر (1 يارد) من «جدار» يتكون من ثلاثة لاعبين دفاعيين أو أكثر[19]
- ركلة جزاء إلى الوراء[20]
- خدع الركلة الذي يسدد ركلة جزاء بمجرد اكتمال السباق[21]
- يسدد زميل في الفريق للاعب المحدد ركلة جزاء[20]
- عند ركلة الجزاء، يرتكب كل من حارس المرمى وحارس الركلة مخالفة في نفس الوقت، ويتم تسجيل الركلة (الهدف غير مسموح به، والركلة الحرة غير المباشرة تُمنح للفريق المدافع)[21]
- في ركلة الجزاء، يتعدى اللاعب المهاجم والكرة لا تدخل المرمى[20]
- في رمية التماس، يقوم الخصم بإلهاء أو إعاقة الرامي بشكل غير عادل، أو يكون أقرب من 2 متر من المكان الذي سيتم فيه تنفيذ رمية التماس، ويتم إيقاف اللعب بعد تنفيذ رمية التماس[22]
- اللاعب الذي يطلب إذن الحكم للدخول مرة أخرى إلى ميدان اللعب يعيد الدخول بدون إذن الحكم، لكنه لا يتدخل في اللعب، ويقرر الحكم إيقاف اللعب للتعامل مع المخالفة[12]
- أي مخالفة أخرى يتم إيقاف اللعب بسببها لتحذير أو طرد لاعب[16]

## التاريخ

### قبل عام 1863
تم العثور على مفهوم الركلة الحرة - أي فرصة لركل الكرة دون تحدي من قبل الخصوم - في ألعاب كرة القدم بالمدارس العامة منذ أوائل القرن التاسع عشر. المواقف الثلاثة التي يتم فيها تسجيل الركلة الحرة هي:
- كمكافأة على القبض العادل
- بعد الهبوط
- بعد مخالفة من قبل الفريق المنافس

#### قبض عادل
تشمل الرموز المبكرة الأخرى التي تمنح ركلة حرة للقبض العادل مدرسة شروزبري (1855)، مدرسة هارو (1858)، شيفيلد إف سي (1858)، ملبورن إف سي (1859)، وبلاكهث إف سي (1862). كل هذه الركلات، باستثناء ركلات شيفيلد، تسمح بتسجيل الهدف بشكل مباشر.

#### اللمس
تم العثور على الركلة الحرة بعد لمس الأرض (المعروفة أيضًا باسم «محاولة الهدف») في مدرسة الرجبي من منتصف ثلاثينيات القرن التاسع عشر. تم العثور عليها أيضًا في الرموز المتأثرة بالرجبي، مثل كلية مارلبورو، وفي قواعد كامبريدج لعام 1863، والتي تم وضعها من قبل لجنة تضم ممثلين من كل من مارلبورو والرجبي.

#### بعد مخالفة من قبل المعارضة
منحت قواعد مدرسة الرجبي الأولى (1845) ركلة بونت أو ركلة إسقاط للخصم بعد أن أخذ اللاعب «ركلة عندما [لم يكن] مستحقًا لها». حافظت مراجعة 1846 لقواعد مدرسة الرجبي على هذه القاعدة، لكنها أضافت شرطًا يقضي بعدم إمكانية تسجيل هدف من ركلة ثابتة، مما أعطى مثالًا مبكرًا على ركلة حرة غير مباشرة. الرموز الأخرى التي استخدمت الركلة الحرة لمعاقبة انتهاك القواعد شملت قوانين أبنغهام لعام 1857 (للتسلل)، وقوانين ملبورن إف سي لعام 1860 (لأي جريمة).

### قواعد اتحاد كرة القدم لعام 1863
منحت القوانين الأصلية لاتحاد كرة القدم، والتي نُشرت في ديسمبر 1863، ركلة حرة في حالتين:
- بعد التقاط الكرة بطريقة عادلة، والتي تم تعريفها على أنها «عندما تم القبض على الكرة، أو بعد أن تلمس شخص الخصم، أو تم ركلها أو ضربها من قبل الخصم، وقبل أن تلمس الأرض أو أحد الجوانب التي تمسك بها هو - هي». كان على اللاعب الذي يحقق المصيد العادل المطالبة به من خلال «عمل علامة بكعبه مرة واحدة». كما هو الحال في قواعد الرجبي، يُسمح للخصوم بالوصول إلى العلامة من أجل تحدي الركلة، مع السماح للاعب الذي يسدد الركلة بالتراجع إلى الخلف من العلامة لتجنب انتباه الخصوم. كان على اللاعب الذي يقوم بالتصيد العادل أن يسدد الركلة الحرة الناتجة، والتي يمكن من خلالها تسجيل هدف مباشرة.
- بعد لمسة خلف خط مرمى الخصوم، بطريقة مشابهة للرجبي المعاصرة «محاولة الهدف» أو التحويل الحديث للرجبي. كان لابد من تنفيذ الركلة من مسافة 15 يارد (14 م) من خط المرمى، تماشيا مع مكان تم لمس الكرة لأسفل. كان لا بد من تنفيذ الركلة على المرمى، مع إلزام الخصوم بالبقاء خلف خط المرمى حتى تنفيذ الركلة. يمكن تنفيذ الركلة من قبل أي عضو من الفريق لمس الكرة لأسفل.

في كلتا الحالتين، يمكن تنفيذ الركلة «بالطريقة التي يراها لاعب الركلة مناسبة». تم تفسير ذلك على أنه السماح بركلة من جهة (ركلة أو ركلة إسقاط) بالإضافة إلى ركلة المكان. في أول مباراة على الإطلاق تُلعب وفقًا لقواعد اتحاد كرة القدم (بارنز ضد ريتشموند، 19 ديسمبر 1863)، حاول بارنز إف سي ست محاولات من هذا القبيل، لكنه أخطأها جميعًا.

### الإلغاء (1866-1872)
في المراجعة الأولى لقوانين الاتحاد الإنجليزي، في عام 1866، تمت إزالة الركلة الحرة من اللعبة. اختفت الإشارة إلى المصيد العادل من القوانين (على الرغم من أن الالتقاط كان لا يزال مسموحًا به)، في حين أن اللمسة، بدلاً من مكافأتها بركلة حرة، أصبحت بمثابة نقطة فاصلة لاستخدامها عند تسجيل عدد متساوٍ من الأهداف من قبل كل فريق.
في عام 1867، اقترح نادي شيفيلد لكرة القدم على اتحاد كرة القدم حظر المناورة، مع منح ركلة حرة كعقوبة على كرة اليد. لا تشير سجلات الاجتماع السنوي للاتحاد الإنجليزي إلى أن هذا الاقتراح تلقى أي مناقشة رسمية، ولم يتم اعتماده: ومع ذلك، تم دمج اقتراح مماثل في القوانين الافتتاحية لاتحاد شيفيلد لكرة القدم في وقت لاحق من نفس العام.
في عام 1870، تم حظر المناولة تمامًا في قوانين الاتحاد الإنجليزي، بناءً على اقتراح من أبتون بارك إف سي. اقترح كل من
واندررز إف سي أن التعامل يجب أن يعاقب برمية إدخال إلى الخصم، لكن لم يتم اعتماد مقترحاتهم.

### إعادة تقديم (1872-1873)
في عام 1872، أعيد تقديم الركلة الحرة، بناءً على اقتراح من Harrow Checkers FC. تم منحه لمعاقبة التعامل غير القانوني مع الكرة، ولم يسمح بتسجيل هدف بشكل مباشر. أهملت قوانين 1872 تحديد كيفية تنفيذ الركلة الحرة بالضبط ؛ تم اختزال هذا الإغفال في عام 1873، عندما تم تحديد أن الكرة يجب أن تكون على الأرض، مع وجود خصم لا يقل عن 6 يارد (5.5 م) من الكرة، ما لم يكن خلف خط المرمى. تم اقتراح هذه القيود من قبل الحجاج كلابتون، وتعديلها بواسطة فرانسيس ماريندينمن

### التطورات اللاحقة

#### موقف المعارضين
في عام 1913، تمت زيادة المسافة التي كان يُطلب من المعارضين التراجع عنها من 6 يارد (5.5 م)إلى 9.15 متر (10 يارد). في عام 1936، تم تحديد أنه يمكن للاعبين أن يكونوا أقل من 9.15 متر (10 يارد) فقط إذا كانوا على خط المرمى بين المنشورات (وليس في أي مكان على خط المرمى).
في عام 1965، طُلب من الخصوم البقاء خارج منطقة الجزاء عندما تم تنفيذ ركلة حرة من داخل منطقة جزاء فريق الركل. (تم إجراء تغيير مماثل لقوانين ركلة المرمى في عام 1948).

#### موقف الزملاء
في عام 2019، مُنع أعضاء الفريق المنفذ للركلة الحرة من الوقوف على بعد متر واحد من أي «جدار» يصنعه الفريق الدفاعي.

#### وضع الكرة في اللعب
في عام 1887، تم تحديد أنه «يجب على الأقل دحرجة الكرة قبل اعتبارها لعبت». أصبح هذا المطلب أكثر دقة في عام 1895 : يجب أن تقوم الكرة «بعمل دائرة كاملة أو أن تقطع مسافة محيطها» قبل أن تلعب. في عام 1997، تم إلغاء هذا المطلب: أصبحت الكرة تلعب بمجرد ركلها وتحريكها (وغادرت منطقة الجزاء، إذا لزم الأمر ؛ انظر أدناه). في عام 2016، تم تحديد أن الكرة يجب أن تتحرك «بوضوح».
في عام 1937، كان مطلوباً تنفيذ ركلة حرة داخل منطقة جزاء فريق الركل لمغادرة منطقة الجزاء قبل النظر في اللعب. جاء ذلك بعد تغيير موازٍ في قانون ركلة المرمى في العام السابق. تم عكس كلا التغييرين في عام 2019.

#### طريقة الركل
في عام 2007، نصت القوانين على أن الخداع ورفع الكرة بإحدى القدمين أو كلتيهما طريقتان شرعتان في تنفيذ الركلة الحرة.

#### دحرجة الكرة
في عام 1874، مُنع اللاعب الذي يسدد الركلة الحرة من لمس الكرة مرة أخرى حتى يلعبها لاعب آخر.

#### تسجيل هدف مباشرة
عندما أعيد تقديمه في عام 1872، لم تسمح الركلة الحرة بتسجيل هدف.
في عام 1891، تم إدخال ركلة الجزاء، لبعض الجرائم المرتكبة في غضون 12 يارد (11 م) من خط المرمى. سمحت ركلة الجزاء بتسجيل هدف بشكل مباشر (على عكس الركلة الحرة التي كانت لا تزال غير مباشرة بشكل حصري).
في عام 1903، أعيد تطبيق الركلة الحرة المباشرة، عن نفس الجرائم التي يعاقب عليها بركلة جزاء عند ارتكابها في منطقة الجزاء.
في عام 1927، تم تعديل القوانين لمنع تسجيل هدف خاص مباشرة من أي ركلة حرة (سواء كانت مباشرة أو غير مباشرة).

#### تُمنح ضمن منطقة المرمى
في عام 1978، تم تحديد أن الركلة الحرة الممنوحة لفريق داخل منطقة المرمى الخاصة به يمكن أن تؤخذ من أي نقطة داخل نصف منطقة المرمى التي حدثت فيها المخالفة. تم إجراء هذا التغيير لإزالة أي عيب قد يأتي من الإجبار على تنفيذ الركلة من «موقع مقيد» بالقرب من قوائم المرمى. في عام 1992، تم توسيع هذا الحكم للسماح بتنفيذ مثل هذه الركلة الحرة من أي نقطة داخل منطقة المرمى. هذا التغيير، الذي تم اقتراحه «لتقليل إضاعة الوقت»، تم إجراؤه بالتزامن مع تغيير موازٍ لقانون ركلة الهدف.
في عام 1984، تم تحديد أن الركلة الحرة غير المباشرة الممنوحة لمخالفة داخل منطقة مرمى الفريق المنافس يجب أن تؤخذ في أقرب نقطة في 6 يارد (5.5 م) الخط. تم إجراء هذا التغيير من أجل تجنب «الازدحام» و «التدافع».

#### علاج الانتهاكات
في عام 1882، تم منح ركلة حرة غير مباشرة للجانب الخصم إذا لمس اللاعب الذي يسدد الركلة الحرة الكرة مرتين. في عام 1905، تمت معاقبة زحف الخصم من ركلة حرة بضربة حرة غير مباشرة. في عام 1938 ألغيت هذه العقوبة. وبدلاً من ذلك، تم تحديد أنه في حالة التعدي، على الحكم «تأخير تنفيذ الركلة حتى الامتثال للقانون». في عام 1937، تم تحديد أنه إذا تم تنفيذ الركلة الحرة من داخل منطقة جزاء جانب الركل ولم تغادر منطقة الجزاء، فيجب استعادتها. تمت إزالة هذا المطلب في عام 2019.
في عام 2019، تم تعديل القوانين بحيث تنص على أنه إذا كان أحد زملائه في الفريق أقرب من متر واحد إلى «جدار» شكله الفريق المدافع، فيجب منح ركلة حرة غير مباشرة.

#### ركلة حرة من التسلل
سمحت قوانين كرة القدم دائمًا بارتكاب ركلة حرة بعد التسلل من ركلة حرة. تتناقض الركلة الحرة، في هذا الصدد، مع إعادة تشغيل أخرى للعب مثل ركلة المرمى، والركلة الركنية، ورمية التماس.
تم تقديم اقتراح غير ناجح لإزالة إمكانية التسلل من ركلة حرة مباشرة في عام 1929. تم تقديم مقترحات مماثلة لمنع جرائم التسلل من أي ركلة حرة في عامي 1974 و 1986، في كل مرة دون نجاح. في عام 1987، حصل اتحاد كرة القدم (FA) على إذن من IFAB لاختبار مثل هذه القاعدة في مؤتمرالدوري الوطني 1987-88. في الاجتماع السنوي التالي، أبلغ الاتحاد الدولي لكرة القدم مجلس الاتحاد الدولي لكرة القدم أن التجربة، كما كان متوقعًا، «ساعدت الفريق غير المخالف بشكل أكبر وأنتجت أيضًا المزيد من الإجراءات بالقرب من المرمى، مما أدى إلى زيادة الإثارة للاعبين والمتفرجين»؛ ومع ذلك فقد سحبت الاقتراح.

#### المخالفات التي من أجلها تم احتساب الركلة

##### التعامل غير القانوني
كما ذكرنا سابقًا، تم إحياء الركلة الحرة في عام 1872 لمعاقبة التعامل غير القانوني (من قبل حارس المرمى أو أي لاعب آخر). في عام 1903، عندما أعيد تطبيق الركلة الحرة المباشرة، تم استخدامها لمعاقبة لمسة اليد: استمرت معاقبة المخالفات الفنية التي يرتكبها حارس المرمى بركلة حرة غير مباشرة.

##### لعبة سيئة
في عام 1874، تم تمديد استخدام الركلة الحرة لتغطية المخالفات الناتجة عن اللعب الخاطئ. منذ عام 1903، عندما أعيد تقديم الركلة الحرة المباشرة، تمت معاقبة معظم أشكال اللعب الخاطئ بركلة حرة مباشرة. الاستثناءات التي يعاقب عليها بركلة حرة غير مباشرة مذكورة أدناه:
- مسرحية خطرة (منذ 1903)[56]
- إعاقة / إعاقة تقدم الخصم (1951-2016)[70] وإعاقة الخصم دون اتصال (من 2016)[71][72]
- الشحن عند عدم محاولة لعب الكرة (1948-1997)[73][74]
- اتهام حارس المرمى بطريقة غير مشروعة (1903-1997)[56][74][75]
- منع حارس المرمى من إطلاق الكرة (من 1997)[75]
- ركل (أو محاولة ركل) الكرة عندما يكون حارس المرمى بصدد إطلاقها (من 2016)[72][76]

##### المخالفات التأديبية / سوء السلوك
منذ عام 1907، تُمنح ركلة حرة غير مباشرة كلما توقف اللعب لطرد لاعب (ما لم تنص القوانين على ركلة حرة مباشرة أو ركلة جزاء). في عام 1934، امتد هذا المبدأ إلى التنبيهات.
من عام 1967 إلى عام 2000، كانت هناك جريمة منفصلة تتمثل في إضاعة الوقت من قبل حارس المرمى، يعاقب عليها بضربة حرة غير مباشرة.

##### المخالفات عند بدء اللعب
في عام 1882، مُنحت ركلة حرة غير مباشرة مقابل لمسة مزدوجة من ركلة حرة، أو رمية تماس، أو ركلة مرمى، أو ركلة البداية. في عام 1901، تم تمديد هذا إلى لمسة مزدوجة في ركلة الجزاء. تم معاقبة تجاوز الخصم بضربة حرة غير مباشرة في أوقات مختلفة:
- عند انطلاق المباراة (1887-1903)[82][83]
- في ركلة حرة (1905-1938)
- في ركلة المرمى (1905-1937)[84][85]
- في ركلة ركنية (حتى 1973)[86]

تم احتساب الركلة الحرة غير المباشرة لرمية خطأ من عام 1882. في عام 1931، تم تغيير هذا العلاج إلى رمية دخول للمعارضة.

##### التسلل
تم معاقبة التسلل بركلة حرة غير مباشرة منذ عام 1874.